# Cov3r to Cov3r
Cov3r 2 Cov3r, chiamato anche Cover to Cover Part 3 al fine di distinguerlo dai primi due dischi omonimi, è un album tributo del cantautore Neal Morse, del batterista Mike Portnoy e del bassista Randy George, pubblicato il 24 luglio 2020 dalla Inside Out Music. 

## Descrizione
Si tratta del terzo capitolo della trilogia sugli album di cover dei tre musicisti statunitensi, composto da 10 brani.

## Tracce
1. No Opportunity Necessary, No Experience Needed – 4:51 – originariamente interpretata dagli Yes
2. Hymn 43 – 3:22 – originariamente interpretata dai Jethro tull
3. Life On Mars – 4:10 – originariamente interpretata dai David Bowie
4. Baker Street – 6:26 – originariamente interpretata dai Gerry Rafferty
5. Baby Blue – 4:21 – originariamente interpretata dai Badfinger
6. One More Red Nightmare – 6:39 – originariamente interpretata dai King Crimson
7. Black Coffee in Bed – 4:21 – originariamente interpretata dagli Squeeze
8. Tempted – 3:26 – originariamente interpretata dagli Squeeze
9. Runnin' Down A Dream – 4:22 – originariamente interpretata dai Tom Petty and The Heartbreakers
10. Let Love Rule – 5:30 – originariamente interpretata da Lenny Kravitz

## Formazione
- Neal Morse – voce, tastiera, chitarra
- Mike Portnoy – batteria
- Randy George – basso

Altri musicisti
- Paul Bielatowicz -  chitarra
- Daniel Gildenlöw –  chitarra

Produzione
- Neal Morse – produzione, missaggio
- Jerry Guidroz – ingegneria del suono, missaggio
- Joey Pippin  – mastering